# Eilema hakiensis
Eilema hakiensis là một loài bướm đêm thuộc phân họ Arctiinae, họ Erebidae.